# Чарли Шин
Ка́рлос И́рвин Эсте́вес (исп. Carlos Irwin Estévez), более известный как Ча́рли Шин (англ. Charlie Sheen; род. 3 сентября 1965, Нью-Йорк, США) — американский актёр кино и телевидения, сценарист и кинопродюсер, младший сын актёра и кинорежиссёра Мартина Шина.
В начале карьеры он появился в фильмах «Взвод», «Дух мщения» и «Уолл-стрит». На телевидении он известен по ролям в телесериалах «Спин-Сити» и «Два с половиной человека», в котором он снимался с 2003 по 2011 год. Чарли вызвал возмущение властей, заявив, что правительство США стояло за терактами 11 сентября 2001 года, и снялся в ряде документальных фильмов о 9/11. В 2010 году Шин стал самым высокооплачиваемым телевизионным актёром с доходом $ 1,8 млн за эпизод телесериала. Он также известен по своим многочисленным скандалам в личной и общественной жизни, в том числе из-за злоупотребления наркотиками и алкоголем. 17 ноября 2015 года Чарли Шин признался, что заражён вирусом иммунодефицита человека (ВИЧ). По его собственным словам, ему поставили диагноз около четырёх лет назад.

## Биография
Родился в Нью-Йорке, младший сын и третий из четырёх детей актёра Мартина Шина и Джанет Темплтон. У Чарли два старших брата, — Эмилио Эстевес и Рамон Эстевес, и младшая сестра Рене Эстевес, все актёры. В 1964 году его родители переехали в Малибу, так как отец играл на Бродвее в постановке «Если бы не розы». Шин учился в Санта-Монике, был членом бейсбольной команды и даже добился определённых успехов на этом поприще.

## Карьера
Первой телеработой Чарли Шина была «Казнь рядового Словика» (1974), в которой главную роль играл его отец. Кинодебют состоялся в 1984 году в фильме «Красный Рассвет» с Патриком Суэйзи, Леа Томпсон, С. Томасом Хауэллом и Дженнифер Грей. Шин и Грей сыграют вместе ещё раз в «Феррис Бьюллер берёт выходной» (1986) в маленькой сцене, где Шин играет торговца наркотиками. Первую серьёзную роль Шин получил в фильме «Взвод» (1986) о войне во Вьетнаме. В 1987 году он снялся со своим отцом в «Уолл-стрит». Режиссёром обеих картин был Оливер Стоун. В 1988 году Шин должен был сыграть главную роль в «Рождённый четвёртого июля» (1989), однако роль досталась Тому Крузу, о чём актёр узнал от своего брата Эмилио. Шин больше не играл ведущие роли в фильмах Стоуна, хотя у него была роль в «Уолл-стрит: Деньги не спят», сиквеле «Уолл-стрит» 1987 года.
В 1988 году он снялся в драме о бейсболе «Восьмёрка выбывает из игры». В том же году вместе со своим братом Эмилио Эстевесом участвовал в съёмках «Молодых стрелков», а в 1990 году — фильма «Мужчины за работой». За вестерн «Молодые стрелки» в 1989 году Шин вместе с братом и другими партнёрами по картине удостоились награды «Бронзовый ковбой».
В 1990 году Чарли снимается со своим отцом Мартином Шином в фильме «Муштра» о военном заключённом и с Клинтом Иствудом в фильме «Новичок», снятом в стиле «бадди-муви о полицейских». Места режиссёров занимали Мартин Шин и Иствуд, соответственно. В 1992 году он снялся в фильме «В погоне за тенью» с Линдой Фиорентино и Майклом Мэдсеном.

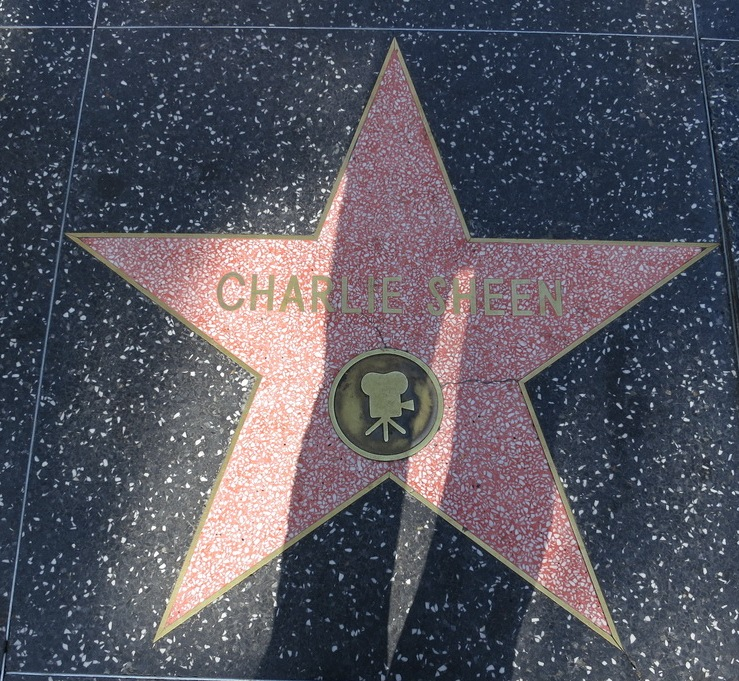
Звезда Чарли Шина на голливудской «Аллее славы»

В 1994 году Шин был удостоен звезды на Голливудской «Аллее славы». В этом же году он снимается в боевике «Скорость падения», часть съёмок которого проходит в Москве. В 1997 году Шин написал сценарий к своему первому фильму — Discovery Mars, пытаясь ответить на вопрос «Есть ли жизнь на Марсе?». Фильм вышел сразу на видео. В следующем году Шин пишет сценарий, продюсирует и снимается в боевике «Операция».
Шин сыграл несколько комедийных ролей в таких фильмах как «Высшая лига 2», «Деньги решают всё» и пародиях «Горячие головы!» и «Горячие головы! Часть вторая». В 1999 году Шин сыграл самого себя в «Быть Джоном Малковичем». Он также появился в серии пародий «Очень страшное кино 3», «Очень страшное кино 4» и «Очень страшное кино 5». В 2000 году, Шин заменил Майкла Джея Фокса в двух последних сезонах ситкома «Спин-Сити». За свою игру в «Спин-Сити» Шин был номинирован на две премии ALMA и выиграл свой первый «Золотой глобус» в номинации «Лучшая мужская роль — комедия или мюзикл». Сериал закончился в 2002 году.
В 2003 году Шин получил роль Чарли Харпера в ситкоме на CBS «Два с половиной человека». Благодаря этой роли он получил премию ALMA, три номинации на премию «Эмми» и две номинации на «Золотой глобус». Шин появляется в неизданной Lionsgate анимационной комедии «Продуктовые войны». В 2006 году Шин также запустил детскую линию одежды «Sheen Kidz».
В 2011 году Чарли Шин попал в Книгу рекордов Гиннесса с рекордом «Мировой рекорд по скорости набора подписчиков в Твиттере» (добавление в среднем 129000 новых подписчиков в месяц), а также рекорд «Самый высокий доход телевизионного актёра за эпизод» в размере 1,25 миллионов долларов за съёмки в ситкоме «Два с половиной человека». Позднее Warner Brothers отстранило актёра Чарли Шина от съёмок в ситкоме «Два с половиной человека» из-за злоупотребления наркотиками, алкоголем и запрещёнными препаратами. 3 марта 2011 года Чарли Шин подписал контракт с маркетинговым агентством Ad.ly, специализирующимся на Твиттере и Facebook.
10 марта 2011 года Шин объявил тур по стране под названием «Моя жестокая торпеда правды/Поражение — не вариант» (англ. My Violent Torpedo of Truth/Defeat is Not An Option), который начался в Детройте 2 апреля.
С 2 апреля 2019 года Чарли Шин запустит свою собственную линию вейпов с марихуаной. Такое решение актёр принял после того, как узнал, что без согласия самого Чарли на его имени наживаются другие различные производители продукции из каннабиса. Его бренд вейп-ароматов будет носить название Sheenius.

## Личная жизнь
Чарли Шин был женат трижды, у него пятеро детей.
С 4 сентября 1995 года по февраль 1996 года был женат на актрисе Донне Пил.
С 2002 по 2006 год был женат на актрисе Дениз Ричардс. У них две дочери: Сэм (род. 9 марта 2004) и Лола Роуз (род. 1 июня 2005).
С 2008 по 2011 год был женат на актрисе Брук Мюллер, у них есть сыновья-близнецы: Боб и Макс (род. 14.03.09).
С марта 2011 жил вместе с порноактрисой Бри Олсон и моделью и графическим дизайнером Натали Кенли. Олсон ушла от Шина в апреле 2011 года, а Кенли в июне того же года.
17 ноября 2015 года во время прямого эфира в «Today Show» канала NBC актёр подтвердил свой положительный ВИЧ-статус. По его словам, он выплатил свыше $10 млн шантажистам, чтобы держать эту информацию в секрете. Против артиста готовятся несколько судебных исков со стороны женщин, с которыми он имел незащищённый секс, не предупреждая о своей болезни.
В ноябре 2017 года Чарли Шин был обвинён в том, что во время съёмок фильма «Лукас», вышедшего в 1986 году, имел секс с 13-летним на тот момент актёром Кори Хэймом. Эту информацию подтвердили близкие друзья Хейма актёры Доминик Брашиа и Кори Фельдман.

## Фильмография

### Кино
| Год  | Название на русском                                 | Оригинальное название                         | Роль                         | Примечания             |
| ---- | --------------------------------------------------- | --------------------------------------------- | ---------------------------- | ---------------------- |
| 1973 | Пустоши                                             | Badlands                                      | мальчик у фонарного столба   | не указан в титрах     |
| 1983 | Гризли 2: Хищник                                    | Grizzly II: The Predator                      | Лэнс                         |                        |
| 1984 | Красный рассвет                                     | Red Dawn                                      | Мэтт Экерт                   |                        |
| 1985 | Соседские мальчишки                                 | The Boys Next Door                            | Бо Ричардс                   |                        |
| 1986 | Лукас                                               | Lucas                                         | Кэппи                        |                        |
| 1986 | Феррис Бьюллер берёт выходной                       | Ferris Bueller’s Day Off                      | парень в полицейском участке |                        |
| 1986 | Дух мщения                                          | The Wraith                                    | Джейк / Дух мщения           |                        |
| 1986 | Взвод                                               | Platoon                                       | рядовой Крис Тейлор          |                        |
| 1986 | Уиздом                                              | Wisdom                                        | менеджер                     |                        |
| 1986 | Жизнь днём                                          | A Life in the Day                             | н/д                          | короткометражный фильм |
| 1987 | Трое в дороге                                       | Three For The Road                            | Пол                          |                        |
| 1987 | Нейтральная полоса                                  | No Man’s Land                                 | Тед Варрик                   |                        |
| 1987 | Уолл-стрит                                          | Wall Street                                   | Бад Фокс                     |                        |
| 1988 | Молодые стрелки                                     | Young Guns                                    | Ричард «Дик» Брюер           |                        |
| 1988 | Восьмёрка выбывает из игры                          | Eight Men Out                                 | Оскар «Хэппи» Фелш           |                        |
| 1989 | Высшая лига                                         | Major League                                  | Рикки Вон                    |                        |
| 1989 | На вторник не рассчитывай                           | Never on Tuesday                              | вор                          | не указан в титрах     |
| 1989 | История двух сестёр                                 | Tale of Two Sisters                           | рассказчик                   |                        |
| 1990 | Гора мужества                                       | Courage Mountain                              | Питер                        |                        |
| 1990 | Отступник                                           | Catchfire                                     | Боб                          |                        |
| 1990 | Морские котики                                      | Navy SEALs                                    | лейтенант Дейл Хокинс        |                        |
| 1990 | Мужчины за работой                                  | Men at Work                                   | Карл Тейлор                  |                        |
| 1990 | Муштра                                              | Cadence                                       | рядовой Франклин Бин         |                        |
| 1990 | Новичок                                             | The Rookie                                    | Дэвид Акерман                |                        |
| 1991 | Горячие головы!                                     | Hot Shots!                                    | Топпер Харли                 |                        |
| 1993 | Заряженное оружие                                   | Loaded Weapon 1                               | парковщик                    |                        |
| 1993 | За пределами закона                                 | Beyond the Law                                | Сэксон                       |                        |
| 1993 | Горячие головы! Часть вторая                        | Hot Shots! Part Deux                          | Топпер Харли                 |                        |
| 1993 | Смертельное падение                                 | Deadfall                                      | Морган Грипп                 |                        |
| 1993 | Три мушкетёра                                       | The Three Musketeers                          | Арамис                       |                        |
| 1994 | Погоня                                              | The Chase                                     | Джек Хаммонд                 |                        |
| 1994 | Высшая лига 2                                       | Major League II                               | Рикки Вон                    |                        |
| 1994 | Скорость падения                                    | Terminal Velocity                             | Ричард «Дитч» Броуди         |                        |
| 1996 | Прибытие                                            | The Arrival                                   | Зейн Замински                |                        |
| 1996 | Все псы попадают в рай 2                            | All Dogs Go to Heaven 2                       | Чарли Баркин                 | мультфильм; озвучка    |
| 1996 | Кадр за кадром                                      | Frame by Frame                                | н/д                          |                        |
| 1997 | Теневой заговор                                     | Shadow Conspiracy                             | Бобби Бишоп                  |                        |
| 1997 | Свободные женщины                                   | Loose Women                                   | бармен, любящий Барби        |                        |
| 1997 | Заложники                                           | Under Pressure                                | Лайл Уайлдер                 |                        |
| 1997 | Деньги решают всё                                   | Money Talks                                   | Джеймс Расселл               |                        |
| 1997 | Миссия на Марс                                      | Discovery Mars                                | рассказчик                   | сразу на видео         |
| 1998 | После смерти                                        | Postmortem                                    | Джеймс Макгрегор             |                        |
| 1998 | Операция                                            | No Code of Conduct                            | детектив Джейк Питерсон      |                        |
| 1998 | Репортаж из камеры смертников                       | A Letter from Death Row                       | первый коп                   |                        |
| 1998 | Лёгкие деньги                                       | Free Money                                    | Бад                          |                        |
| 1999 | Пять тузов                                          | Five Aces                                     | Крис Мартин                  |                        |
| 1999 | Быть Джоном Малковичем                              | Being John Malkovich                          | Чарли                        |                        |
| 2000 | Знаменитый                                          | Lisa Picard Is Famous                         | в роли самого себя           |                        |
| 2001 | Спросите Синди                                      | Good Advice                                   | Райан Эдвард Тернер          |                        |
| 2003 | Очень страшное кино 3                               | Scary Movie 3                                 | Том Логан                    |                        |
| 2004 | Большая кража                                       | The Big Bounce                                | Боб Роджерс-младший          |                        |
| 2006 | Очень страшное кино 4                               | Scary Movie 4                                 | Том Логан                    | не указан в титрах     |
| 2010 | Уолл-стрит: Деньги не спят                          | Wall Street: Money Never Sleeps               | Бад Фокс                     | не указан в титрах     |
| 2010 | Впритык                                             | Due Date                                      | Чарли Харпер                 |                        |
| 2011 | Ночь в супермаркете                                 | Foodfight!                                    | Декс Догтектив               | мультфильм; озвучка    |
| 2012 | Она хочет меня                                      | She Wants Me                                  | в роли самого себя           |                        |
| 2012 | Программа защиты свидетелей Мэдеи                   | Madea’s Witness Protection                    | в роли самого себя           | не указан в титрах     |
| 2012 | Умопомрачительные фантазии Чарльза Свона — третьего | A Glimpse Inside the Mind of Charles Swan III | Чарльз Свон-третий           |                        |
| 2013 | Очень страшное кино 5                               | Scary Movie 5                                 | в роли самого себя           |                        |
| 2013 | Мачете убивает                                      | Machete Kills                                 | президент США                |                        |
| 2017 | Безумные семейки                                    | Mad Families                                  | Чарли                        |                        |
| 2017 | 9/11                                                | 9/11                                          | Джеффри Кейдж                |                        |

### Телевидение
| Год       | Название на русском        | Оригинальное название             | Роль                            | Примечания                                                   |
| --------- | -------------------------- | --------------------------------- | ------------------------------- | ------------------------------------------------------------ |
| 1974      | Казнь рядового Словика     | The Execution of Private Slovik   | мальчик на свадьбе              | телефильм                                                    |
| 1984      | Сердце молчит              | Silence of the Heart              | Кен                             | телефильм                                                    |
| 1985      | Четвёртый волхв            | The Fourth Wise Man               | Максимус                        | телефильм                                                    |
| 1985      | Из темноты                 | Out of the Darkness               | бреющийся мужчина               | телефильм                                                    |
| 1986      | Удивительные истории       | Amazing Stories                   | Кейси                           | эпизод: No Day at the Beach                                  |
| 1996      | Друзья                     | Friends                           | Райан                           | эпизод: The One with the Chicken Pox                         |
| 1999      | Шугар-Хилл                 | Sugar Hill                        | Мэтт                            | телесериал                                                   |
| 2000      | Порнушка                   | Rated X                           | Арти Митчелл                    | телефильм                                                    |
| 2000      | Шоу Дрю Кэри               | The Drew Carey Show               | в роли самого себя              | эпизод: Drew Live II                                         |
| 2000—2002 | Спин-Сити                  | Spin City                         | Чарли Кроуфорд                  | телесериал; основная роль                                    |
| 2003—2011 | Два с половиной человека   | Two and a Half Men                | Чарли Харпер                    | телесериал; основная роль                                    |
| 2008      | C.S.I.: Место преступления | CSI: Crime Scene Investigation    | в роли самого себя              | эпизод: Two and a Half Deaths                                |
| 2008      | Теория Большого взрыва     | The Big Bang Theory               | в роли самого себя              | эпизод: The Griffin Equivalency                              |
| 2010      | Гриффины                   | Family Guy                        | в роли самого себя              | мультсериал; эпизод: Brian Griffin’s House of Payne; озвучка |
| 2012—2014 | Управление гневом          | Anger Management                  | Чарли Гудсон                    | телесериал; основная роль                                    |
| 2015      | Голдберги                  | The Goldbergs                     | Гарт Волбек                     | эпизод: Barry Goldberg’s Day Off                             |
| 2015      | —                          | #Cybriety                         | Чарли                           | телесериал; 3 эпизода                                        |
| 2017      | Типичный Рик               | Typical Rick                      | продюсер / администратор мотеля | телесериал; 2 эпизода                                        |
| 2018      | —                          | Saturday Night Live: Cut for Time | адмирал                         | эпизод: Casual Friday on the Death Star                      |
| 2023      | Букмекер                   | Bookie                            | в роли самого себя              | телесериал; 1 эпизод                                         |

### Музыкальные клипы
| Год  | Исполнитель                                 | Название                      |
| ---- | ------------------------------------------- | ----------------------------- |
| 2013 | Arianna feat. Pitbull                       | «Sexy People (The FIAT Song)» |
| 2013 | Dimitri Vegas & Like Mike feat. Ummet Ozcan | «The Hum»                     |
| 2018 | Lil Pump                                    | «Drug Addicts»                |
| 2019 | Тим Монтана                                 | «Mostly Stoned»               |